# Loutnista (Caravaggio)
Loutnista (italsky Suonatore di liuto) je název obrazu italského barokního malíře Caravaggia.
Obraz nepatří k autorovým vrcholným dílům, přesto se často objevuje v publikacích představujících významná díla světového malířského umění.

## O díle
Dílo obsahuje znaky žánrové scény, přesto takovým úplně není. Námět můžeme chápat jako alegorické vyjádření lásky a harmonie. Zpívající mladík, sám se doprovázející hrou na loutnu, karafa s kytičkou květů a ovoce položené na stole má v divákovi, při pohledu na obraz, vyvolat klidnou a uvolněnou náladu.
O tom, kdo je na obraze namalován se vedou polemiky. Podle názoru jedněch, modelem autorovi stál pravděpodobně některý z umělcových přátel. Jiní odborníci jsou názoru, že mladík na obraze je sám Caravaggio, který se maloval před zrcadlem v době, kdy se přestěhoval do Říma a neměl objednávky, a tedy ani peníze aby mohl zaplatit model.
Známý je i notový zápis, podle něhož chlapec hraje: jde o začátek populárního dobového madrigalu "Voi sapeto Ch'i v'amo" (Vy víte, že vás miluji).
Velmi výstižně se o obraze loutnista vyjádřil Caravaggiův současník a životopisec italských malířů Giovanni Baglione, když napsal: "Zpodobnil také věrně a živě mladíka hrajícího na loutnu a vedle květiny v karafě s vodou, v které se zřetelně zrcadlí okno a předměty v pokoji: s důkladností jsou převedeny kapky rosy na květech. Sám řekl, že je to nejlepší dílo, jaké kdy namaloval. ".
Obraz vznikl během Caravaggiova pobytu v domě římského preláta Pandolfa Pucciho. Později se stal majetkem markýza Giustinianiho. Když byla markýzova sbírka v roce 1808 rozprodána v aukci, získala ji díky tehdejšímu řediteli pařížského Louvru Vivantovi Denonovi Ermitáž.
Loutnista je obraz klasicky komponovaný, bez vedlejších symbolických prvků. Už současníci vyčítali Caravaggiovi, že dílo nemá ideu. Autorovým záměrem však nebylo předvádění nějakého děje, jeho Loutnista je čistě výtvarné dílo.

## Další verze
Obraz existuje celkem ve třech verzích. Po namalování "petrohradského" Loutnisty se v následujícím roce Caravaggio pustil do práce na dvou dalších verzích, lišících se v některých detailech od původního díla. Ty našly své umístění v Metropolitan Museum of Art v New Yorku a v tzv. Badminton House v hrabství Gloucestershire.

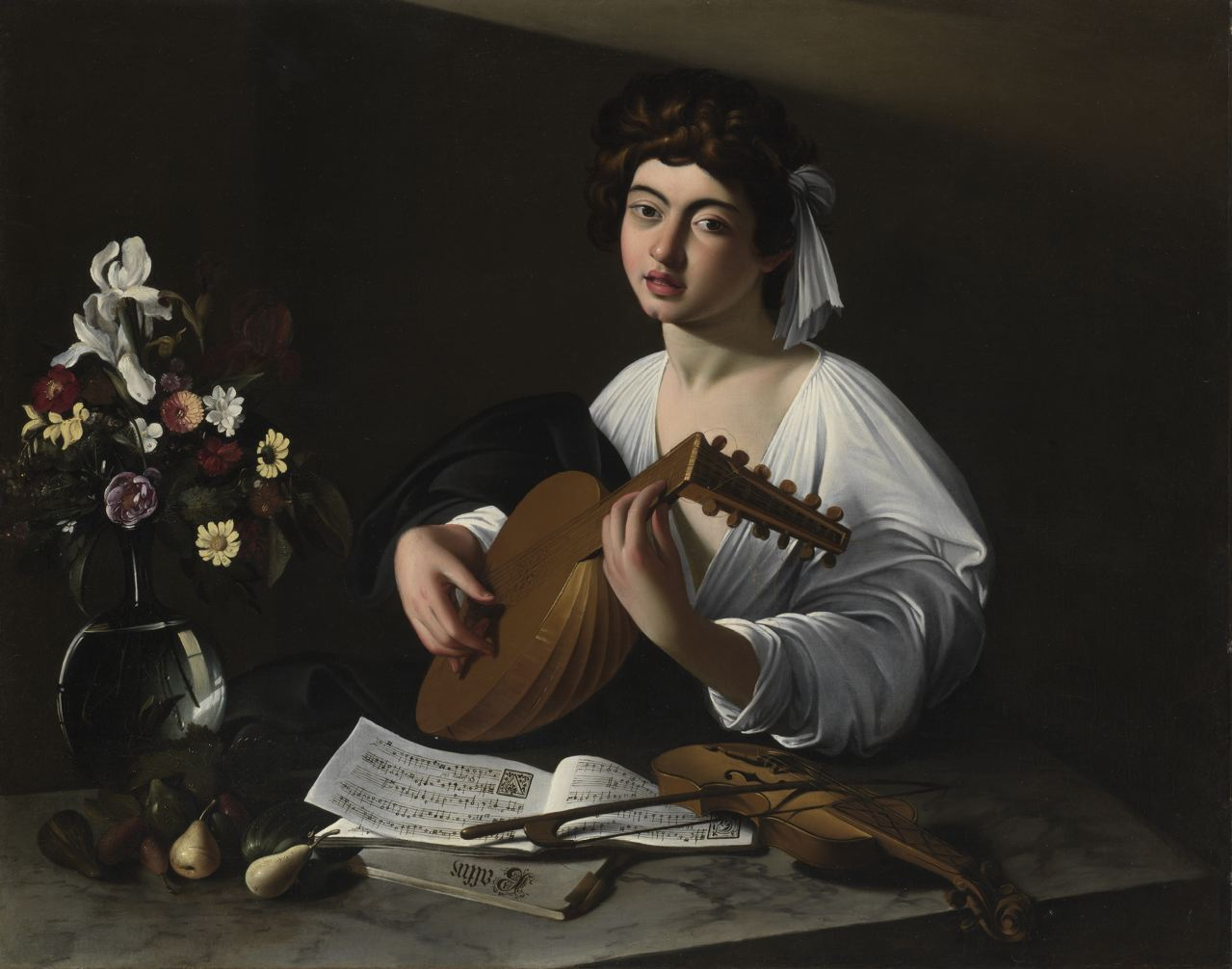
Verze v Badminton House, Gloucestershire
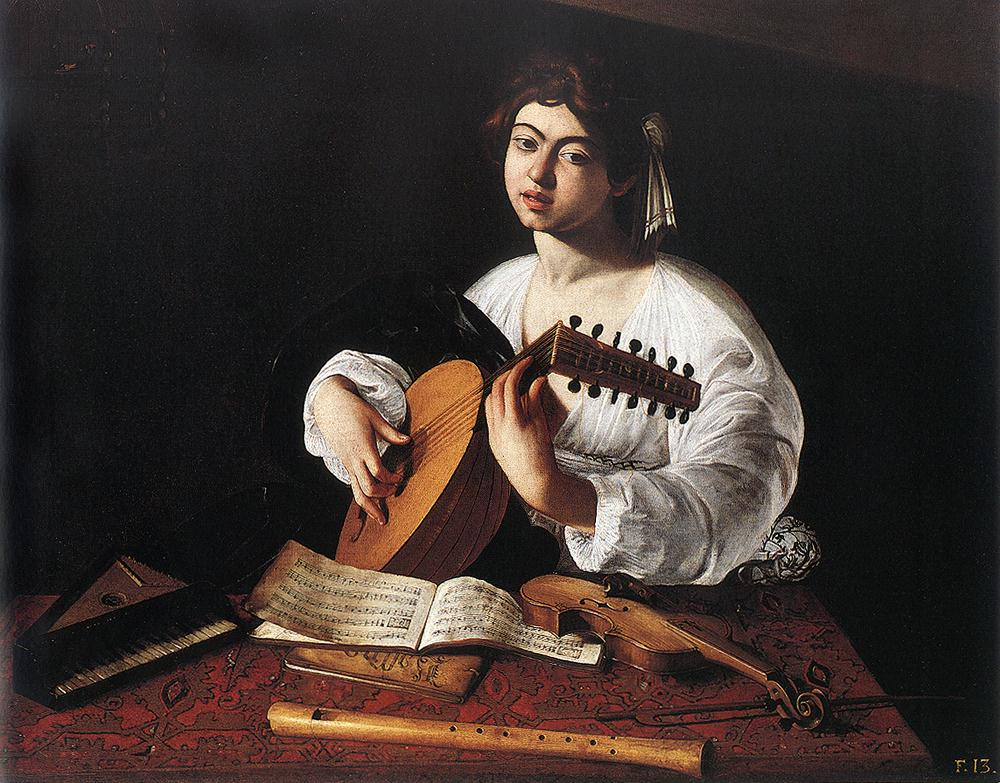
Verze v Metropolitan Museum of Art, New York